# Université de la Caraïbe du sud
L’université de la Caraïbe du sud (en anglais : University of the Southern Caribbean ou USC) est une université adventiste du septième jour, située dans la vallée de Maracas à trois kilomètres de la ville de St. Joseph, et à seize kilomètres au nord-est de Port d'Espagne, la capitale de Trinité-et-Tobago.    

## Campus

### Histoire
L'université fut fondée en 1927 sur son site actuel sous le nom de East Caribbean Training School (École de formation de la Caraïbe de l'Est). Offrant pleinement un cursus du premier cycle universitaire, il devint en 1956 Caribbean Union College (le College de l'Union de la Caraïbe).    

### Organisation
Le campus est orné de fleurs tropicales et survolé par une variété d'espèces d'oiseaux. Il est au milieu de la vallée de Maracas,  entouré par deux montagnes majestueuses séparées entre Maracas St. Joseph et Maracas Beach au nord de l'île de la Trinité --- appelée par son nom espagnol, Trinidad, par les habitants de la Caraïbe. Les plages du nord de l'île, notamment Maracas Beach, sont relativement peu éloignées. L'université possède plusieurs aménagements sportifs, avec un gymnase et des terrains de tennis, basket-ball, volley-ball, football, cricket, très appréciés des étudiants.
Depuis 1985, USC est affilié à l'université Andrews. Elle comprend six facultés :
- School of Education and Human Sciences --- la faculté de l'éducation et des sciences humaines
- School of Humanities --- la facultés des humanités
- School of Business --- la faculté de gestion commerciale
- School of Science and Technology --- la faculté de la science et de la technologie
- School of Social Sciences --- la faculté des sciences sociales
- School of Theology and Religion --- la faculté de théologie et religion

USC décerne des associate degrees (deux ans d'étude) et des undergraduate degrees (quatre ans) en comptabilité, gestion en marketing, gestion de ressources humaines, management, assistance sociale, religion, théologie, enseignement (primaire et secondaire), science du comportement, biologie, informatique, infirmerie, anglais, histoire et études sociales. USC décerne également des masters en counselling, psychologie scolaire, MBA, administration scolaire et théologie pratique.
USC possède une presse universitaire, College Press, qui publie des ouvrages de théologie, de vie pratique, des manuels scolaires et des revues.

## Source
- Annuaire 2006-2007 des centres universitaires adventistes, Adventist Accrediting Association.